# فيفا 12
فيفا 12، هي الجزء التاسع عشر من سلسلة ألعاب فيفا لكرة القدم، نشرت في جميع أنحاء العالم في أواخر عام 2011، أتيحت اللعبة على مجموعة متنوعة من منصات التشغيل، ولكن أجهزة إكس بوكس 360 وبلاي ستيشن 3 هي المنصات الرئيسية لهذه اللعبة، وأدرجت اللغة العربية لأول مرة لتصبح إحدى اللغات المتوفرة على هذا الجزء.

## النسخة التجريبية
قامت شركة إلكترونيك آرتس بتنزيل النسخة التجريبية (Demo) قبل صدور اللعبة الكاملة وكانت تحتوي نسخة فيفا 12 التجريبية على 6 فرق وهم: برشلونة وبروسيا دورتموند وآرسنال ومانشستر سيتي وإيه سي ميلان وأولمبيك مارسيليا.

## النسخة العربية
تم إضافة اللغة العربية لتصبح اللغة السادسة عشر للغات اللعبة، حيث أصبحت القوائم مكتوبة باللغة العربية، مع توفر التعليق الصوتي بالعربية لنسخ بلاي ستيشن 3 وإكس بوكس 360 والحاسب الشخصي فقط للمعلقان عبد الله الحربي وعصام الشوالي.

## بطولات
- أستراليا – الدوري الأسترالي لكرة القدم
- النمسا – بوندسليغا النمسا لكرة القدم
- بلجيكا – الدوري البلجيكي للمحترفين
- البرازيل – الدوري البرازيلي لكرة القدم
- الدنمارك – دوري السوبر الدنماركي
- إنجلترا – الدوري الإنجليزي الممتاز، دوري البطولة الإنجليزية، الدوري الإنجليزي الدرجة الأولى، الدوري الإنجليزي الدرجة الثانية
- فرنسا – الدوري الفرنسي الدرجة الأولى، الدوري الفرنسي الدرجة الثانية
- ألمانيا – الدوري الألماني لكرة القدم، بوندسليغا 2
- إيطاليا – الدوري الإيطالي لكرة القدم، الدوري الإيطالي لكرة القدم
- المكسيك – الدوري المكسيكي الممتاز
- هولندا – الدوري الهولندي الممتاز
- النرويج – الدوري النرويجي الممتاز
- بولندا – الدوري البولندي الممتاز
- البرتغال – الدوري البرتغالي لكرة القدم
- جمهورية أيرلندا – دوري أيرلندا الشمالية الممتاز
- روسيا – الدوري الروسي الممتاز
- اسكتلندا – SPL
- إسبانيا – الدوري الإسباني لكرة القدم، دوري الدرجة الثانية الإسباني
- السويد – الدوري السويدي الممتاز
- سويسرا – دوري السوبر السويسري
- الولايات المتحدة – MLS

## ترقيات
كجزء من ترويجها للفيفا قد وقعت 12 EA الرياضية صفقة مع الدوري الإنجليزي الممتاز لنادي مانشستر سيتي الذي وصفه بانه «غير مسبوق في حجمه ونطاقه على حد سواء في صناعة الكمبيوتر لعبة». ومن شأن هذه الصفقة تنطوي على المحتوى من خلال توزيع القنوات الرقمية للنادي على حد سواء، والتقييم البيئي، بما في ذلك «محاكاة المباراة» قبل المباريات الفعلية و«صور فريدة لنجوم سيتي في اللعبة»، وكذلك على «إطلاق مجموعة الظاهري» التي عقدت في 21 يوليو 2011. سوف يتم اتخاذ EA المتاحة للتحميل تغطية مباراة مانشستر سيتي تحت عنوان فضلا عن تثبيت الألعاب المناطق حول المدينة من ملعب مانشستر. وكان لكامل الفريق الأول رؤوسهم الممسوحة في 360 درجة لمدة أكثر دقيقة في لعبة التمثيل.

## المبيعات
باعت فيفا 12 أكثر من 3.2 مليون نسخة في أول اسبوع. والذي جعلها اسرع لعب رياضية مبيعا

## ردود فعل
- رحب الكثير من العرب كذلك مواقع ألعاب عربية متخصصة بإضافة اللغة العربية للغات الرسمية للعبة.
- أصدرت كونامي نسخة معربة القوائم لنسخة برو إفولوشن سوكر 2012 في محاولة لإستقطاب المشترين العرب رداً على تعريب فيفا 12.

## وصلات خارجية
- فيفا 12 على موقع IMDb (الإنجليزية)
- إعلان إضافة اللغة العربية في اللعبة على يوتيوب
- رسالة خاصة من رئيس شركة إلكترونيك آرتس سبورتس للاعبين العرب على يوتيوب